# Listă de jucători de șah
Această listă de jucători de șah reprezintă bărbați și femei care sunt cunoscute în primul rând ca jucători de șah.

## A
- Jacob Aagaard (Danemarca, Scoția, n 1973)
- Manuel Aaron (India, n. 1935)
- István Abonyi (Ungaria, 1886–1942)
- Gerald Abrahams (Anglia, 1907–1980)
- Tatev Abrahamyan (Armenia, USA, born 1988)
- Leonardas Abramavičius (Lituania, înainte de 1912–1960)
- Jude Acers (SUA, născut în 1944)
- Peter Acs (Ungaria, născut în 1981)
- Michael Adams (Anglia, născut în 1971)
- Weaver Adams (SUA, 1901–1963)
- Utut Adianto (Indonezia, născut în 1965)
- András Adorján (Ungaria, născut în 1950)
- Vladimir Afromeev (Rusia, născut în 1954)
- Simen Agdestein (Norvegia, născut în 1967)
- Evgeny Agrest (Belarus, Suedia, născut în 1966)
- Carl Ahues (Germania, 1883–1968)
- James Macrae Aitken (Scoția, 1908–1983)
- Ralf Akesson (Suedia, născut în 1961)
- Anna Akhsharumova (Rusia, SUA, născut în 1957)
- Varuzhan Akobian (Armenia, SUA, născut în 1983)
- Vladimir Akopian (Armenia, născut în 1971)
- Mohamad Al-Modiahki (Qatar, născut în 1974)
- Simon Alapin (Lituania, 1856–1923)
- Vladimir Alatortsev (Rusia, 1909–1987)
- Adolf Albin (România, 1848–1920)
- Lev Alburt (Rusia, USA, născut în 1945)
- Alexander Alekhine (Rusia, Franța 1892–1946)
- Alexei Alekhine (Rusia, 1888–1939)
- Grace Alekhine (SUA, Anglia, Franța 1876–1956)
- Aleksej Aleksandrov (Belarus, născut în 1973)
- Evgeny Alekseev (Rusia, născut în 1985)
- Hugh Alexander (Anglia, 1899–1974)
- Aaron Alexandre (Germania, Franța, Anglia 1765–1850)
- Nana Alexandria (Georgia, născut în 1949)
- Johann Baptist Allgaier (Germania, Austria, 1763–1823)
- Zoltán Almási (Ungaria, născut în 1976)
- Izak Aloni (Polonia, Israel, 1905–1985)
- Yoel Aloni (Israel, născut în 1937)
- Boris Alterman (Israel, născut în 1970)
- Friedrich Amelung (Estonia, Letonia, 1842–1909)
- Bassem Amin (Egipt, născut în 1988)
- Farrukh Amonatov (Tajikistan, născut în 1978)
- Bruce Amos (Canada, născut în 1946)
- An Yangfeng (China, născut în 1963)
- Viswanathan Anand (India, născut în 1969)
- Erik Andersen (Danemarca, 1904–1938)
- Frank Anderson (Canada, 1928–1980)
- Adolf Anderssen (Germania, 1818–1879)
- Ulf Andersson (Sweden, născut în 1951)
- Zaven Andriasian (Armenia, născut în 1989)
- Dejan Antic (Serbia, născut în 1968)
- Rogelio Antonio Jr. (Filipine, născut în 1962)
- Vladimir Antoshin (Rusia, 1929–1994)
- Oskar Antze (Germania, născut în 1878)
- Manuel Apicella (Franța, născut în 1970)
- Izaak Appel (Polonia, 1905–1941)
- Fricis Apšenieks (Letonia, 1894–1941)
- Lev Aptekar (Ucraina, Noua Zeelandă, născut în 1936)
- José Joaquin Araiza (Mexic, 1900–1971)
- Ketevan Arakhamia-Grant (Georgia, născut în 1968)
- Walter Arencibia (Cuba, născut în 1967)
- Alexander Areshchenko (Ukraine, născut în 1986)
- Keith Arkell (Anglia, născut în 1961)
- Romanas Arlauskas (Lituania, Australia, născut în 1917)
- Jon Arnason (Islanda, născut în 1960)
- Dagur Arngrimsson (Islanda, născut în 1987)
- Levon Aronian (Armenia, născut în 1982)
- Lev Aronin (Rusia, 1920–1983)
- Andreas Ascharin (Estonia, Letonia, 1843–1896)
- Jacob Ascher (Anglia, Canada, 1841–1912)
- Konstantin Aseev (Rusia, 1960–2004)
- Maurice Ashley (Jamaica, SUA, născut în 1966)
- Hipólito Asis Gargatagli (Spania, născut în 1986)
- Karen Asrian (Armenia, 1980–2008)
- As-Suli (Abbasizi, c.880–946)
- Lajos Asztalos (Austria-Ungaria, Iugoslavia, Ungaria, 1889–1956)
- Ekaterina Atalik (Rusia, Turcia, născut în 1982)
- Suat Atalik (Turcia, născut în 1964)
- Henry Atkins (Anglia, 1872–1955)
- Arnold Aurbach (Polonia, Franța, c.1888–1952)
- Yuri Averbakh (Rusia, născut în 1922)
- Herbert Avram (SUA, 1913–2006)
- Boris Avrukh (Israel, născut în 1978)
- Zurab Azmaiparashvili (Georgia, născut în 1960)